# Gustav Rubner
Gustav Rubner (* 18. August 1810 in Kulmbach; † 8. August 1882 in München) war ein deutscher Arzt und Politiker.

## Leben
Rubner besuchte das Gymnasium Christian-Ernestinum in Bayreuth. Nach dem Abitur studierte er erst Evangelische Theologie, dann Medizin an der Universität Leipzig, der Universität Jena und der  Friedrich-Alexander-Universität. Er wurde im Corps Lusatia Leipzig (1828) und im Corps Franconia Jena (1830) aktiv. 1832 schloss er sich auch der Alten Burschenschaft Germania Erlangen an. 1839 wurde er zum Dr. med.  promoviert. Im selben Jahr ließ er sich als praktischer Arzt in Wunsiedel nieder. 1849–1855 vertrat er den Wahlbezirk Hof (Saale) in der Kammer der Abgeordneten (Bayern), in der er 1849 Mitglied im Verfassungsausschuss für Beschwerden war. Später war er als praktischer Arzt in München tätig.

## Herausgeber
- Illustrierte Medizinische Zeitung. München, ab 1852[3]